# Jocelyn Burdick
Jocelyn Birch Burdick, född 6 februari 1922 i Fargo, North Dakota, död 26 december 2019 i Fargo, North Dakota, var en amerikansk demokratisk politiker. Hon var ledamot av USA:s senat från september till december 1992 och den första kvinnan som representerade North Dakota i senaten.
Hon avlade 1943 sin grundexamen vid Northwestern University.
Hennes make Quentin N. Burdick var senator 1960-1992. Efter makens död utnämnde North Dakotas guvernör George Sinner Burdick till senaten fram till fyllnadsvalet senare samma år. Hon kandiderade inte i fyllnadsvalet och efterträddes av Kent Conrad.